# Kaffelsteintunnel
Der Kaffelsteintunnel ist ein ehemaliger Eisenbahntunnel der Bahnstrecke Lohr–Wertheim, die 1978 stillgelegt wurde. Die Länge des in Kreuzwertheim gelegenen, 400 Meter vor dem ehemaligen Bahnhof beginnenden Tunnels, beträgt 231 Meter.

## Geschichte
Der Bau des Tunnels wurde 1880 begonnen und im Oktober 1881 vollendet. Er ist der zweite von insgesamt drei Tunneln der Bahnstrecke Lohr–Wertheim (neben dem Bettingbergtunnel und dem Schlossbergtunnel Wertheim), die 1980/81 zurückgebaut wurden. Über beiden Portalen war ein steinerner Löwenkopf angebracht, zudem befand sich über dem östlichen Portal das bayerische Wappen, dessen Verbleib unbekannt ist. Der Tunnel befindet sich in Kreuzwertheim in der Bahnhofstraße, einige hundert Meter vor dem ehemaligen Bahnhof.
1983 wurde das westliche Portal vermauert und die Einfahrt verfüllt, 1990 mit Häusern bebaut. Danach war das verbliebene, östliche Portal des Tunnels durch ein Gitter versperrt, um das Betreten des Tunnels zu verhindern.
Anfang Januar 2018 kündigte die Deutsche Bahn an, den Tunnel komplett verfüllen zu wollen. Die Arbeiten hierzu begannen noch im selben Jahr, wurden aber bis Stand 2024 nicht weiter fortgeführt.